# William Aberhart
William Aberhart (Kippen, 30 dicembre 1878 – Vancouver, 23 maggio 1943) è stato un politico canadese.

## Storia
Chiamato "Bibbia Bill" per il suo fanatismo religioso, fu l'unica figura del credito sociale ad arrivare al soglio istituzionale, avendo ricoperto la carica di premier dell'Alberta dal 1935 al 1943.